# Ina (cráter)

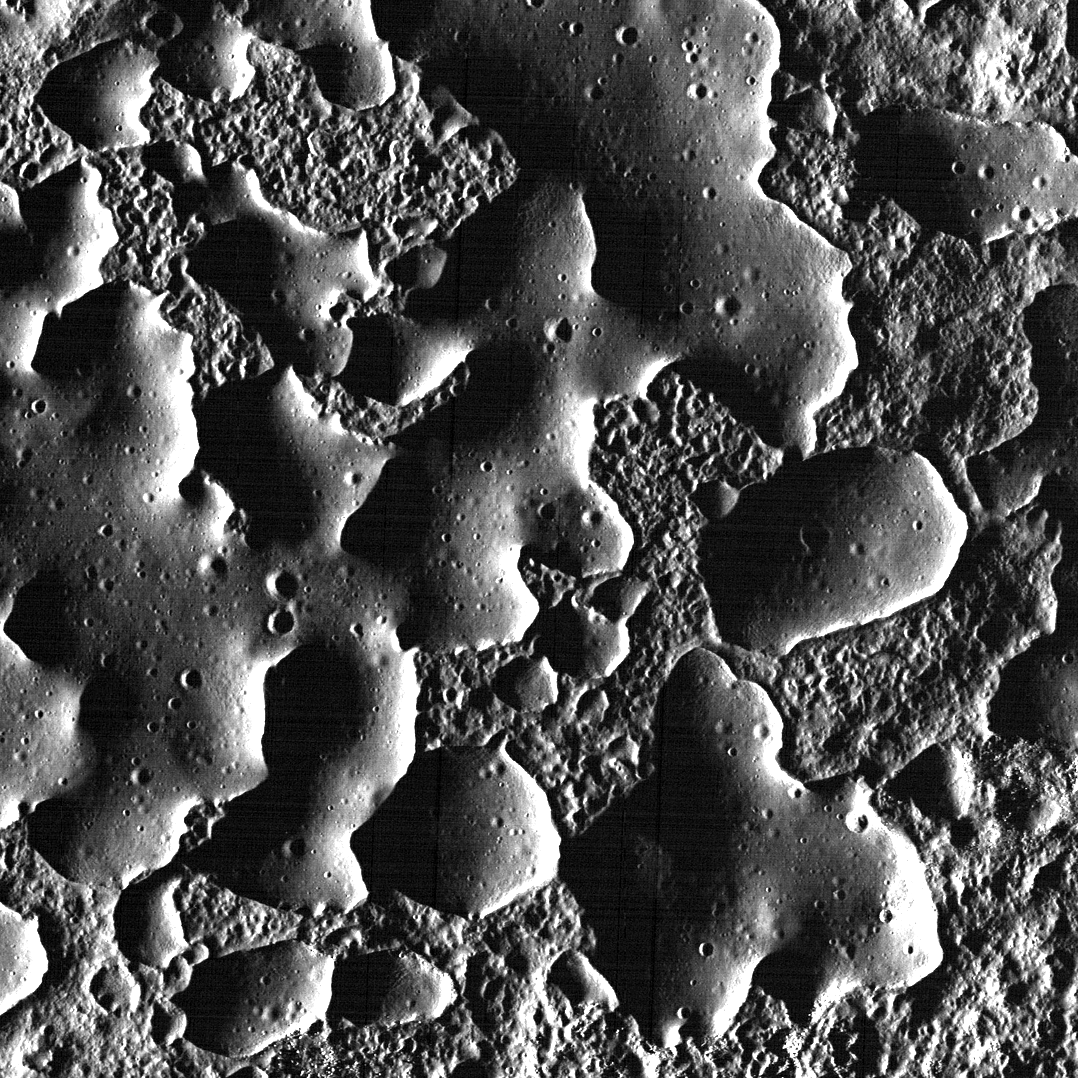
El suelo de Ina iluminado por el Sol rasante (6.6° sobre el horizonte). La anchura de la imagen es 1 km.

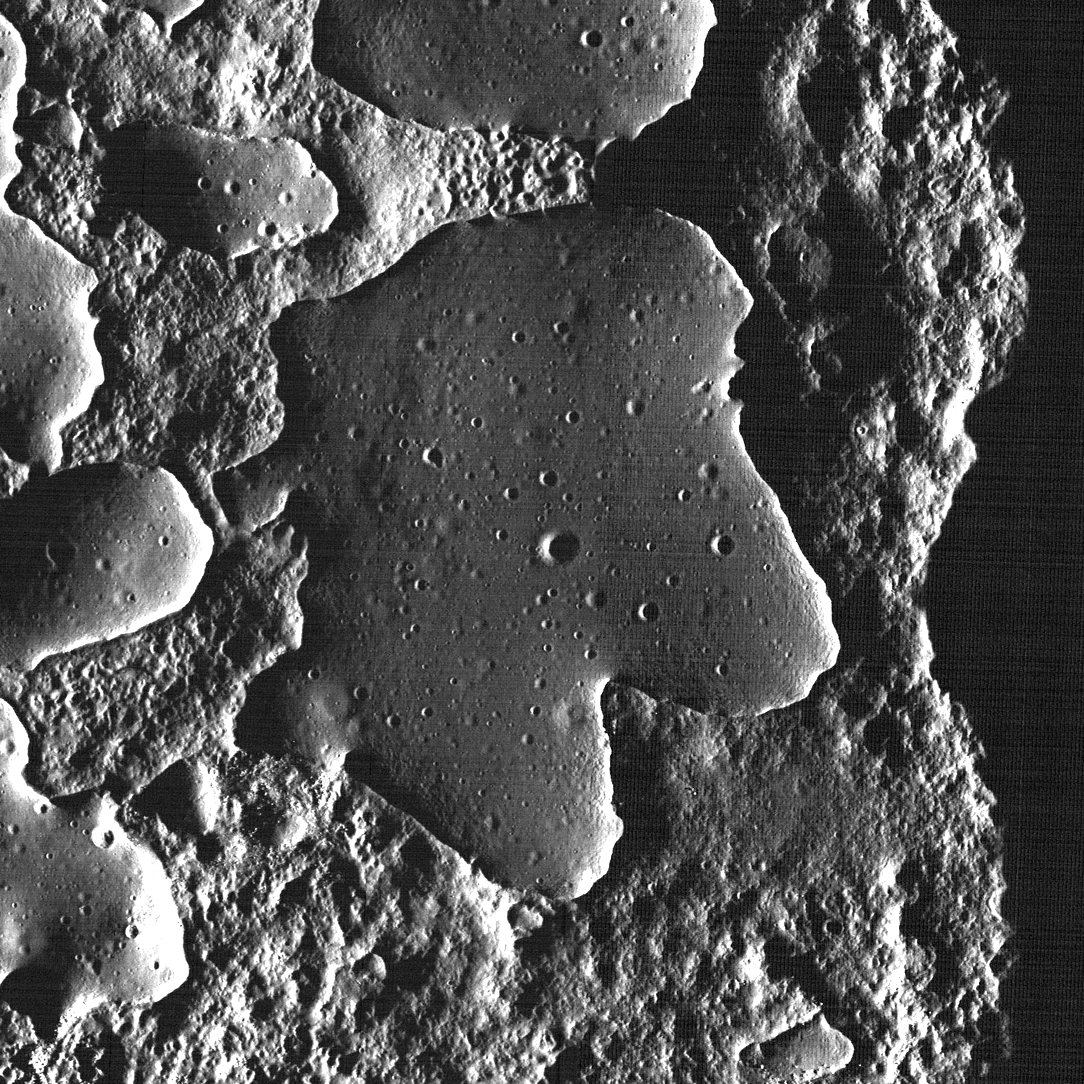
Mons Agnes: la única montaña con nombre dentro de Ina. La anchura de la imagen es 1 km.

Ina es una pequeña y peculiar depresión lunar (un "cráter" según la nomenclatura planetaria de la UAI). Se localiza en el Lacus Felicitatis. Tiene aproximadamente la forma de una letra "D", con unas dimensiones de 2.9 × 1.9 km y una profundidad de 64 m (desde el punto más profundo de la parte inferior hasta el punto más alto del borde).
Ina es notable por varias docenas de colinas bajas con suaves cimas redondeadas y bordes curvos pero muy afilados, que parecen gotas de mercurio. El aspecto de la superficie de estas colinas es similar al habitual de la Luna, pero el espacio entre ellas es muy diferente. Ina es la más prominente de varias docenas de zonas irregulares de mare en la Luna, y su origen no está claro.

## Descubrimiento, exploración y denominación
Ina fue descubierto en fotografías tomadas en 1971 por el equipo del Apolo 15 desde la órbita lunar. Podría haberse encontrado 5 años antes, en las imágenes del Lunar Orbiter 4, pero un fallo en las fotografías lo impidió. A finales de 1972, también fue observado y fotografiado por la tripulación del Apolo 17. Posteriormente fue examinado por naves espaciales en órbita. A partir de 2009, la misión Lunar Reconnaissance Orbiter obtuvo fotos de Ina con una resolución de aproximadamente 0.5 m/pixel y con diferentes ángulos de iluminación.
En 1974, en una plano a escala 1/10 000 del Lunar Topophotomap publicado por la NASA, este elemento recibió el nombre femenino latino de Ina, según una tradición adoptada en esta cartografía consistente en asignar a los pequeños cráteres lunares nombres genéricos humanos. En 1979, este nombre fue adoptado por la Unión Astronómica Internacional. También fue llamado Caldera-D en las publicaciones de la era Apolo debido a su forma, y en aquella época se pensaba que era el único elemento de este tipo en la Luna.
Dos cráteres vecinos se nombraron junto con Ina en 1976. Son dos impactos pequeños: Osama en su borde suroeste y Dag en el noroeste (ambos de 400 m de diámetro). La colina más ancha en la parte oriental de Ina (650 m de anchura) se bautizó como Mons Agnes (nombrada en 1979).

## Descripción
Ina se encuentra en la parte superior de la cima redondeada (un domo) de 300 m de altura y 15 km de diámetro. Está situado en un meseta alargada un (horst) de aproximadamente 30 km de ancho. Esta meseta se encuentra en medio del Lacus Felicitatis, un pequeño lago lunar situado entre el Mare Serenitatis, el Mare Vaporum y el Mare Imbrium.
Es una depresión en forma de D, con unas dimensiones de 2.9 × 1.9 km. Tiene un borde elevado de 600-1000 m de ancho y 30-40 m de alto. La parte este del borde es unos 10 m más alta que la occidental. Su pendiente exterior es muy suave (1-3°) y carece de un borde definido, pero la pendiente interior es muy pronunciada (decenas de grados) y tiene un borde muy afilado hacia la parte deprimida. El punto más profundo de la depresión se encuentra algo al noroeste de su centro. Este punto es 30 m más profundo que los bordes de la depresión y 64 m más profundo que el punto más alto del borde.
Hay dos tipos claramente diferenciados de superficies dentro de Ina: colinas y tierras bajas. La superficie de las colinas es similar a la habitual en el Lacus Felicitatis, pero la superficie de las tierras bajas es muy diferente.
Se localizan varias docenas de colinas dentro de Ina. Tienen tamaños muy diversos y bordes redondeados tipo ameboide, como gotas de mercurio. Muchas de ellos están conectados con otras colinas o con los bordes de la depresión. Son bastante bajas (entre 5 y 25 m, generalmente 10 o 15 m). Sus cimas son planas o ligeramente redondeadas, pero los taludes son muy pronunciados. Los bordes de las colinas suelen ser muy agudos. A menudo están rodeados por un pequeño foso. El límite de las colinas y las tierras bajas tiene la misma apariencia que el límite exterior de la depresión. La superficie de las colinas es muy suave en comparación con las tierras bajas. Además, aunque el tamaño de la muestra no es grande, las colinas tienen una densidad de cráteres de impacto intermedia entre las tierras bajas recientes y las antiguas llanuras vecinas del Lacus Felicitatis.
Las tierras bajas de Ina son mucho más ásperas que las colinas, con muchas zonas de relieve irregular, pero su altura no supera unos pocos metros. También se observan algunos cráteres de impacto en su interior. En algunos lugares, las zonas bajas contienen pequeñas áreas de tono muy brillante. Son afloramientos de rocas dispersas con tamaños comprendidos entre 1 y 5 m. Estas áreas se encuentran principalmente cerca del borde de las tierras bajas y colinas, especialmente en los lugares más bajos.
Las tierras bajas de Ina son de color gris azulado brillante. Las colinas son más oscuras y de tonos marrones (como la superficie lunar habitual). Las tierras bajas se asemejan a las zonas de basalto recién expulsado, con un alto contenido de titanio, como el basalto presente en algunos cráteres de impacto jóvenes. Ina está rodeado por un débil halo oscuro. La superficie de sus bordes es ligeramente más azul que la superficie más distante.

## Elementos análogos
Ina es el representante más grande, destacado y conocido de la clase de elementos denominados zonas irregulares de mare, que también se conocen como "huecos lenticulares" por la similitud de sus bordes con una lente convexa. Se conocen varias docenas de estos elementos en la Luna, todos ubicados en maria. La hipótesis más extendida es que son de origen volcánico, pero existen otras hipótesis distintas y su origen no está claro. Elementos similares, pero distintos ("huecos"), son bastante comunes en Mercurio. Difieren de los huecos lenticulares de la Luna por la presencia de un halo brillante; también están más extendidos, a menudo son más grandes y generalmente se encuentran en cráteres de impacto.

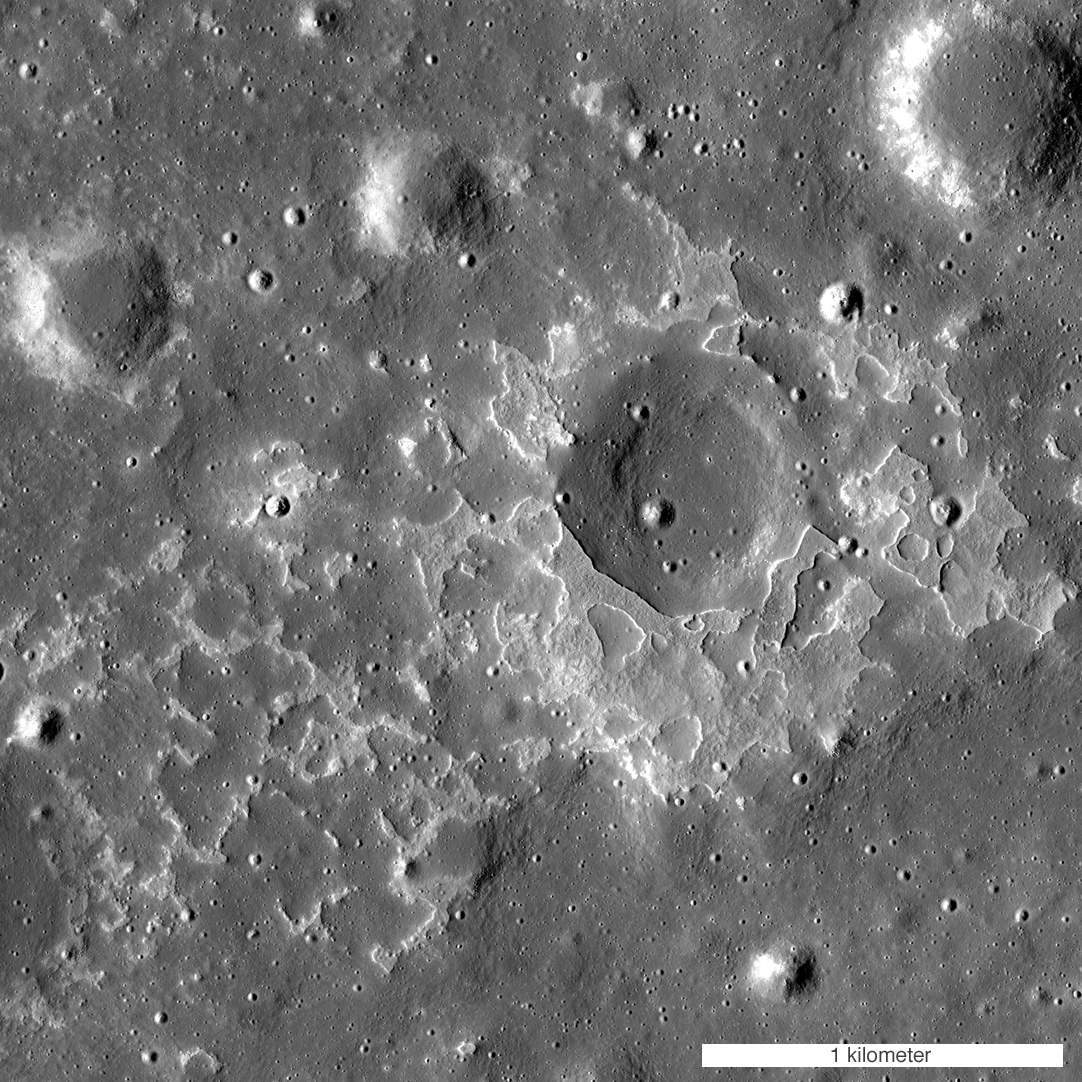
Elemento similar a Ina en el Mare Tranquillitatis. Ancho de la imagen: 3 km.
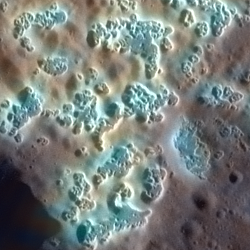
"Hollows" en Mercurio. Colores resaltados. Ancho de la imagen: 7 km.

## Interpretaciones

### Edad
La superficie de las tierras bajas de Ina parece ser mucho más reciente que la superficie de las colinas y el entorno exterior. La evidencia de esto incluye el color claro y la baja concentración de cráteres en estas tierras bajas. La superficie lunar se oscurece con el paso del tiempo y los múltiples impactos de meteoritos que salpican la superficie de cráteres, borran los bordes agudos del relieve y hacen que las pendientes sean más suaves. Ina parece ser una de las características más jóvenes de la Luna. La superficie de las colinas es mucho más antigua: su edad parece ser aproximadamente igual a la edad de la superficie del Lacus Felicitatis (más de mil millones de años), pero las laderas y bordes de estas colinas son recientes, porque es imposible que mantuvieran su inclinación y nitidez incluso por más de 50 millones de años. El domo que aloja a Ina, parece ser algo más joven que su entorno, a juzgar por la densidad de cráteres de impacto.
Por otro lado, existe una estimación aún menor de la edad de las cimas de las colinas de Ina: 33 ± 2 millones de años (se basa en el recuento de cráteres, con un resultado de 137 cráteres/km² para cráteres> 10 m de diámetro).
Las últimas investigaciones sugieren que Ina no es tan reciente. También se han considerado volcanes bien estudiados en la Tierra, que podrían ser similares a Ina, que parece ser un cráter de pozo en un volcán de escudo (una montaña de pendiente suave, similar al volcán Kilauea en Hawái). El Kilauea tiene un cráter de pozo similar al Ina, conocido como el cráter Kilauea Iki, que entró en erupción en 1959.
A medida que la lava de esa erupción se solidificó, creó una capa de roca altamente porosa dentro del pozo, con vesículas subterráneas de hasta tres pies de diámetro y un espacio vacío en la superficie de hasta dos pies. Esa superficie porosa, dicen Head y sus colegas, es creada por la naturaleza de la lava que estalló en las últimas etapas de eventos como este. A medida que el suministro de lava subsuperficial comienza a disminuir, entra en erupción como "espuma magmática", una mezcla burbujeante de lava y gas. Cuando la espuma se enfría y se solidifica, forma una superficie altamente porosa.
Los investigadores sugieren que una erupción del Ina también habría producido espuma magmática. Y debido a la gravedad reducida de la Luna y la atmósfera casi ausente, la espuma lunar habría sido incluso más esponjosa que en la Tierra, por lo que es posible que las estructuras dentro de Ina sean aún más porosas que en la Tierra.
Es la alta porosidad de esas superficies la que distorsiona las estimaciones de datación para Ina, tanto al ocultar la acumulación de regolito como al alterar los recuentos de impactos.
Una superficie altamente porosa, según los investigadores, permitiría que la roca suelta y el polvo se filtraran en el espacio vacío de la superficie, haciendo que pareciera que se había acumulado menos regolito. Ese proceso se perpetuará con sacudidas sísmicas en la región, muchas de las cuales son causadas por impactos de meteoritos en curso. "Es como golpear el costado de un colador para hacer pasar la harina", dijo Head. "El regolito se cuela en los agujeros en lugar de asentarse en la superficie, lo que hace que Ina parezca mucho más joven".
La porosidad también podría sesgar los recuentos de cráteres. Los experimentos de laboratorio utilizando un cañón de proyectiles de alta velocidad han demostrado que los impactos en objetivos porosos producen cráteres mucho más pequeños. Debido a la extrema porosidad de Ina, dicen los investigadores, sus cráteres son mucho más pequeños de lo que normalmente serían, y muchos cráteres podrían no ser visibles en absoluto. Eso podría alterar drásticamente la estimación de edad derivada de los recuentos de cráteres.
Los investigadores estiman que la superficie porosa reduciría en un factor de tres el tamaño de los cráteres en los montículos de Ina. En otras palabras, un impacto que formase un cráter de 100 pies de diámetro en un lecho rocoso de basalto lunar, produciría un cráter de poco más de 30 pies en un depósito poroso.
Teniendo en cuenta esa relación de escalado, el equipo obtiene una edad revisada para los montículos de Ina de unos 3500 millones de años. Eso es similar a la edad superficial del escudo volcánico que rodea a Ina, y ubica su actividad dentro del marco de tiempo del vulcanismo común en la Luna.
Los investigadores creen que este trabajo ofrece una explicación plausible para la formación de Ina sin tener que invocar la desconcertante pausa de mil millones de años en la actividad volcánica.
"Creemos que las características de aspecto joven en Ina son la consecuencia natural de erupciones de espuma magmática en la Luna", dijo Head. "Estos accidentes geográficos creados por zonas porosas simplemente aparentan ser mucho más recientes de lo que son en realidad".

### Origen
A fecha de 2015, el origen de Ina todavía no está claro. En primer lugar, se interpretó como la caldera de un antiguo volcán muy bajo. Otra versión lo considera como el resultado de la potente eyección de algunos gases (volcánicos o incluso radiogénicos), que eliminó el regolito. En ese caso, las colinas son lugares donde se conservó el regolito original. La otra hipótesis dice que las colinas son flujos de lava, inflados durante el crecimiento bajo una capa densa. Todas estas versiones presentan algún fallo. En particular, Ina no parece tener un anillo de eyección volcánica, y la actividad volcánica en la Luna parece haber cesado hace mucho tiempo.
Según otra versión, Ina apareció (y continúa formándose) debido al colapso del regolito en algunas cavidades subterráneas. Pueden ser antiguos tubo de lavas o el resultado de la evaporación de algunos compuestos volátiles. En ese caso, los lugares rocosos brillantes en el suelo de Ina son lugares donde el regolito ya ha desaparecido, las partes más oscuras de las tierras bajas son lugares de colapso incompleto, y las colinas producen una disminución gradual de los restos de la superficie primigenia.
|  |  |  |